# 녹지국제병원
녹지국제병원(綠地國際病院, 영어: Greenland International Medical Center)은 제주특별자치도 서귀포시 영천동에 위치한 대한민국의 미개원 영리병원이다.

## 개요
중국의 국영 부동산 개발업체인 '녹지그룹'이 전액 투자해 2014년 11월 설립한 '녹지제주헬스케어타운 유한회사' 법인의 병원이다. 2015년 2월 박근혜 정부가 보건복지부를 통해  '제주헬스케어타운' 내에서의 의료 사업 계획을 사전 승인함에 따른 것이다. 2015년 8월에는 제주특별자치도청으로부터 건축 허가를 받았다. 이에 따라 부지 2만 8160㎡에 778억 원을 투입하여 착공하였다. 병원은 연면적 1만 8,200㎡으로 지하 1층, 지상 3층 규모이며, 성형외과, 피부과, 내과, 가정의학과의 4개 진료과목에 46개 병상을 갖춘다. 병원은 2017년 7월 28일 완공하였다. 같은해 8월에는 의사 9명을 포함한 직원 134명을 채용하고 진료를 위한 장비와 시설들을 마련하며 대한민국의 첫 영리병원으로 개원할 준비를 마쳤다.
한편 2015년에 제주 지역의 시민사회단체 등으로 구성된 '의료영리화 저지와 의료공공성 강화를 위한 제주도민운동본부'는 영리 목적의 병원이 허용되면 대한민국의 의료체계의 공공성이 훼손되며 영리 의료의 시발점이 되어 의료비 폭등을 막을 수 없을 것'이라며 성명서와 항의서를 내는 등 철회를 요구하였다. 2019년에는 99개 단체로 구성된 제주영리병원 철회 및 병원 영리화 저지를 위한 전국 연대조직이 구성되는 등 반대 의견이 있는 상황이다.
2018년 제주특별자치도청은 대한민국 내국인의 진료는 금하고 외국인 진료만 허용하는 '조건부 개설 허가'를 하였다. 병원 측은 조건부 허용에 반발하여 개원하지 않은 채 제주지방법원에 이에 대한 행정소송을 제기하였다. 제주특별자치도청은 2019년 4월 17일 정당한 사유 없이 대한민국 의료법에서 정한 3개월 기한을 넘긴 채 개원하지 않았다는 이유로 조건부 개설 허가를 취소하였다. 병원 측은 5월 20일 허가 취소의 행정처분을 역으로 취소해야 한다는 내용의 행정소송도 제기하였다.
한편 녹지그룹은 2019년 4월 여전히 남아있던 50여명의 직원에게 철수 사정을 알리며, 사업 철수 의사를 밝혔다.
실제주인은 서울의 성형외과.